# CABP2
CABP2 (англ. Calcium binding protein 2) – білок, який кодується однойменним геном, розташованим у людей на 11-й хромосомі. Довжина поліпептидного ланцюга білка становить 220 амінокислот, а молекулярна маса — 24 482.
| 10         |  | 20         |  | 30         |  | 40         |  | 50         |
| ---------- |  | ---------- |  | ---------- |  | ---------- |  | ---------- |
| MGNCAKRPWR |  | RGPKDPLQWL |  | GSPPRGSCPS |  | PSSSPKEQGD |  | PAPGVQGYSV |
| LNSLVGPACI |  | FLRPSIAATQ |  | LDRELRPEEI |  | EELQVAFQEF |  | DRDRDGYIGC |
| RELGACMRTL |  | GYMPTEMELI |  | EISQQISGGK |  | VDFEDFVELM |  | GPKLLAETAD |
| MIGVRELRDA |  | FREFDTNGDG |  | RISVGELRAA |  | LKALLGERLS |  | QREVDEILQD |
| VDLNGDGLVD |  | FEEFVRMMSR |  |            |  |            |  |            |

A: Аланін

C: Цистеїн

D: Аспарагінова кислота

E: Глутамінова кислота

F: Фенілаланін

G: Гліцин

I: Ізолейцин

K: Лізин

L: Лейцин

M: Метіонін

N: Аспарагін

P: Пролін

Q: Глутамін

R: Аргінін

S: Серин

T: Треонін

V: Валін

W: Триптофан

Кодований геном білок за функцією належить до ліпопротеїнів. 
Задіяний у такому біологічному процесі, як альтернативний сплайсинг. 
Білок має сайт для зв'язування з іонами металів, іоном кальцію. 
Локалізований у клітинній мембрані, цитоплазмі, мембрані, апараті гольджі.